# Daniel Siebert
Daniel Siebert (Kelet-Berlin, 1984. május 4. –) német nemzetközi labdarúgó-játékvezető. Polgári foglalkozása tanár.

## Élete
Daniel Siebert 1984-ben született Kelet-Berlinben. A játékvezetői vizsgát 1998-ban, 14 évesen tette le, majd 2007-ben lett a DFB kátévezetője. 2009-ben a másodosztályban, majd 2012-ben a Bundesligában is debütált játékvezetőként. A Német labdarúgó-szövetség (DFB) Játékvezető Bizottsága (JB) terjesztette fel nemzetközi játékvezetőnek, a Nemzetközi Labdarúgó-szövetség (FIFA) 2015-től tartja nyilván bírói keretében. Ekkortól vezet válogatott mérkőzéseket, 2018 óta pedig a Bajnokok Ligájában is vezet mérkőzéseket. A 2021-2022-es szezon második felében az UEFA elit játékvezetői kategóriájába került.

### Labdarúgó-Európa-bajnokság

#### 2020-as labdarúgó-Európa-bajnokság
2021 áprilisában Siebertet az UEFA a 2021-re halasztott 2020-as labdarúgó-EB 19 játékvezetője közé nevezte. A kontinenstornán 3 mérkőzést vezetett.
| Időpont          | Helyszín      | Mérkőzés típusa              | Mérkőzés             | Eredmény | Nézők száma |
| ---------------- | ------------- | ---------------------------- | -------------------- | -------- | ----------- |
| 2021. június 14. | Glasgow       | csoportmérkőzés (D. csoport) | Skócia–Csehország    | 0-2      | 9 847       |
| 2021. június 18. | Szentpétervár | csoportmérkőzés (E. csoport) | Svédország–Szlovákia | 1-0      | 11 525      |
| 2021. június 26. | Amszterdam    | nyolcaddöntő                 | Wales–Dánia          | 0-4      | 14 645      |

### Labdarúgó-világbajnokság

#### 2022-es labdarúgó-világbajnokság
2022 májusában a FIFA segítőivel, Rafael Foltynnel és Jan Seidellel együtt a 2022-es labdarúgó-VB játékvezetői keretébe nevezte. A világbajnokságon 2 mérkőzést vezetett.
| Időpont            | Helyszín | Mérkőzés típusa              | Mérkőzés           | Eredmény | Nézők száma |
| ------------------ | -------- | ---------------------------- | ------------------ | -------- | ----------- |
| 2022. november 26. | al-Vakra | csoportmérkőzés (D. csoport) | Tunézia–Ausztrália | 0-1      | 41 823      |
| 2022. december 2.  | al-Vakra | csoportmérkőzés (H. csoport) | Ghána-Uruguay      | 0-2      | 43 443      |

### Magánélete
Sporttudományi és tanári végzettséggel rendelkezik, részmunkaidőben egy berlini sportiskolában dolgozik földrajztanárként. Feleségével és lányával Berlinben él.

## Fordítás
- Ez a szócikk részben vagy egészben  a   Daniel Siebert című német Wikipédia-szócikk ezen változatának fordításán alapul.  Az eredeti cikk szerkesztőit annak laptörténete sorolja fel. Ez a jelzés csupán a megfogalmazás eredetét és a szerzői jogokat jelzi, nem szolgál a cikkben szereplő információk forrásmegjelöléseként.